# Минхенски споразум
Минхенски споразум (чеш. Mnichovská dohoda ili чеш. Mnihovská zrada - уговор или издаја) је уговор са којим је решена Судетска криза. Уговор је потписан у Минхену 29. септембра 1938. између западних сила (Француска, Велика Британија и Италија) и Немачке. Потписници споразума су били председници британске и француске владе Невил Чемберлен и Едуар Даладје.

## Судетска криза
Након што је године 1937. између Немачке, Италије и Јапана потписан Антикоминтернски пакт - претеча будућег Тројног пакта - Немачка је године 1938. предузела насилну припајање, анексију, тзв. Аншлус Аустрије. Хитлеров режим је тај потез оправдавао спровођењем начела о праву на самоопредељење, односно чињеницом да су многи Аустријанци себе сматрали делом немачке нације од које су одвојени вештачком границом.
Немачка мањина у Чехословачкој, која је само у западним крајевима земље чинила нешто око 1/3 укупног становништва никад није признала Чехословачку као своју државу. Када су нацисти дошли на власт у Немачкој, створена је Судето-немачка партија, која је веома брзо успела да заступа гласове свих Немаца у Чехословачкој. Већ 1935. је добила већину гласова у свим подручјима са немачком већином у Чехословачкој. Заступници Судето-немачке партије су 1938. изазвали психозу побуне у свим граничним регијама, па су полиција и жандарство морали реаговати. Када је чехословачка војска била спремна да уведе војну управу у пограничним регијама, криза је достигла нови врхунац и западне силе су биле спремне за споразум.
Хитлер је сличан изговор као и за Аншлус одлучио да примени на Судете - област Чехословачке где су Немци чинили већину. Чехословачка влада је била спремна да се покушају мењања граница одупре оружаним путем, рачунајући на свој статус верне француске савезнице. Међутим, британска влада је држала да још није у потпуности спремна за рат па је наговорила Француску да заједно с њом 30. септембра 1938. склопи Минхенски споразум којим је Немачкој признато право на Судете. Остављена на цедилу, чехословачка влада је подлегла немачком ултиматуму. Док је део светске јавности овим догађајима био шокиран и разочаран, велики део западне јавности их је сматрао исправљањем версајских неправди као и искоришћеном приликом за постизање трајног мира у свету.

## Раскид уговора
Те наде су се врло брзо изјаловиле, када су мађарска и пољска влада искористиле Хитлеров преседан како би и оне тражиле, и на крају добиле чехословачку територију. До пролећа 1939. ауторитет владе у Прагу је био тако уздрман да се у Словачкој, на немачки подстицај, развио сепаратистички покрет. Користећи то као изговор, немачке снаге су у пролеће 1939. окупирале Чешку и успоставиле протекторат у саставу Рајха, док је Словачка успостављена као сателитска држава.
Комадање Чехословачке представљало је шок и понижење за западне силе које су на гажење споразума реаговале гаранцијом независности и територијалног интегритета Пољске и Румуније - држава за које се сматрало да ће представљати следеће мете немачког, односно мађарског ширења и раскидањем уговора. У међувремену је, користећи Хитлеров пример, Мусолинијева Италија извршила инвазију и готово без борбе успоставила власт у Албанији.